# Eucalyptus tetraptera

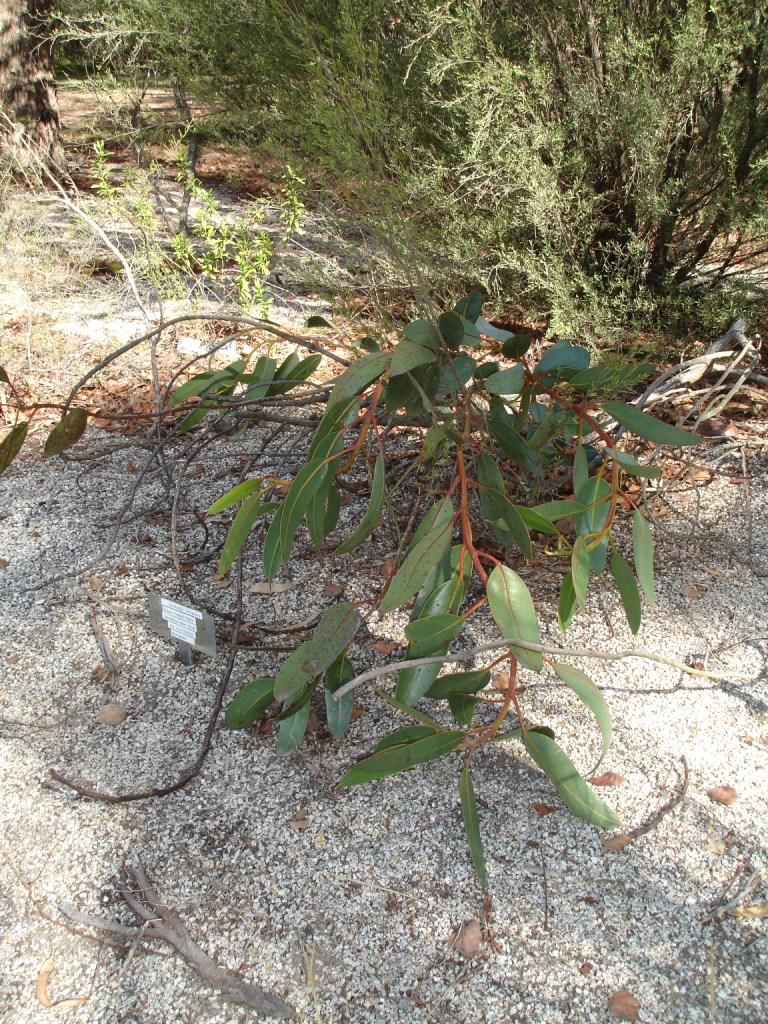
Eucalyptus tetraptera

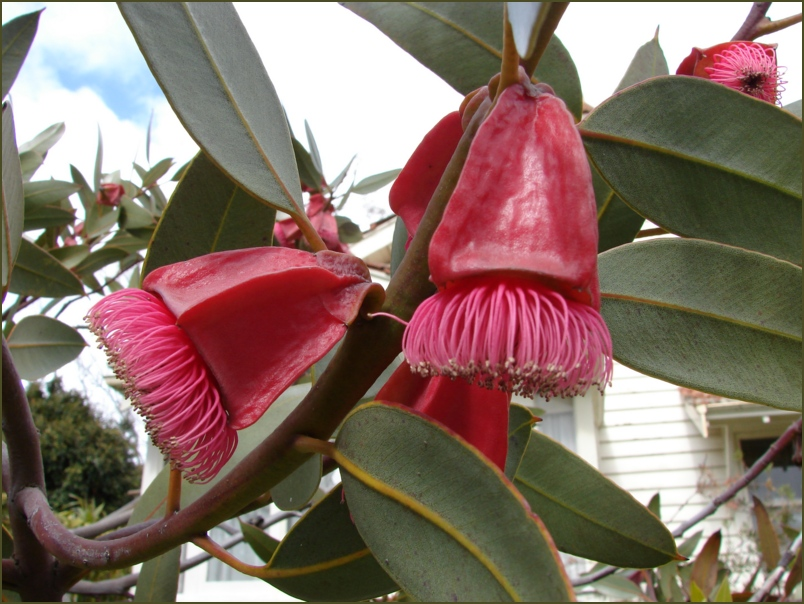
Квітки Eucalyptus tetraptera

Eucalyptus tetraptera (укр. Евкаліпт чотирикрилий) — чагарник роду евкаліпт, родини миртових.

## Ботанічний опис
Австралійські назви Eucalyptus tetraptera — Four-winged mallee і Square-fruited mallee підкреслюють приналежність рослини до особливого габітусу — mallee, який добре пристосований до лісових пожеж.
Кора евкаліпта чотирикрилого гладка, сірого або білувато-сірого кольору.
Молоді листки яйцеподібні або широко еліптичні, до 12 см у довжину і до 7 см у ширину. Дорослі листки — від еліптичних до ланцетних, товсті, до 25 см у довжину і до 7 см у ширину і мають глянсову зелень (нагадують листя звичайного фікуса).
Цвіте з кінця зими до середини літа. Квітки рожеві. Характерною особливістю квітки є велика червона чашечка з чотирма поздовжніми гострими гранями.
Плоди червоні, сидячі, майже прямокутні, до 5 см у довжину і до 4,2 см у ширину.

## Поширення
Ареал Eucalyptus tetraptera обмежується прибережним районом на крайньому півдні Західної Австралії, від хребта Стерлінг до Ізраїльської затоки.

## Застосування
Eucalyptus tetraptera використовується як декоративна рослина.